# Islas Radama
Islas Radama o Archipiélago de las Radama (en francés: Îles Radama; Archipel des Radama) es el nombre que recibe un archipiélago en el país africano de Madagascar, situado en el canal de Mozambique. Se encuentra justo al sur de Nosy Be, y consta de cuatro islas. Administrativamente depende en la Provincia de Mahajanga.

## Islas
- Isla Kalakajoro (Nosy Kalakajoro).
- Isla Ovy (Nosy Ovy).
- Isla Antany Mora (Nosy Antany Mora).
- Isla Valhia (Nosy Valhia).